# Сергиев, Пётр Григорьевич
Пётр Григорьевич Сергиев (28 июня [10 июля] 1893 — 12 июля 1973) — советский учёный паразитолог и эпидемиолог, академик АМН СССР (1944), профессор, организатор здравоохранения. Герой Социалистического Труда. Лауреат двух Сталинских премий (1946, 1952).

## Биография
Родился в селе Сретенское (ныне Котельничский район, Кировская область). В 1917 году окончил медицинский факультет Казанского университета и был направлен в армию полковым врачом. После демобилизации некоторое время работал инфекционистом. Член РКП(б) с 1919 года.
В 1919 году добровольно вступил в РККА и в 1920 году возглавил санитарное управление Западно-Сибирского округа, в сложных условиях Гражданской войны проводил борьбу с сыпным тифом. В 1921 году был послан врачом в Советское представительство в Афганистане.
В 1922—1927 годах Сергиев находился на партийной работе. С 1927 года работал в Тропическом институте (ныне — Институт медицинской паразитологии и тропической медицины имени Е. И. Марциновского) сначала врачом, с 1929 года — заместителем директора, а с 1934 года — директором (до 1970). Одновременно занимал должности наркома здравоохранения РСФСР (1937), начальника противоэпидемического управления НКЗ РСФСР (1938); в годы Великой Отечественной войны был начальником отдела по борьбе с малярией Наркомата здравоохранения СССР.
В 1936—1972 годах был главным редактором журнала «Медицинская паразитология и паразитарные болезни».
В 1944 году был утверждён действительным членом (академиком) АМН СССР в числе первого её состава. В 1957—1960 годах — вице-президент АМН СССР.
Жил и работал в Москве.
Умер 12 июля 1973 года. Похоронен в Москве на Новодевичьем кладбище (участок № 4).

## Семья
- сын Владимир (р. 1943) — паразитолог, академик РАН
- внук Пётр (р. 1973) — молекулярный биолог, член-корреспондент РАН.

## Награды и звания

Могила П. Г. Сергиева на Новодевичьем кладбище Москвы.

- Указом Президиума Верховного Совета СССР от 5 июля 1963 года за большие заслуги в развитии советской медицинской науки и здравоохранения и в связи с семидесятилетием со дня рождения профессору Сергиеву Петру Григорьевичу присвоено звание Героя Социалистического Труда с вручением ордена Ленина и золотой медали «Серп и Молот».
- Международная премия и медаль С. Дарлинга за заслуги в области маляриологии (1966)
- три ордена Ленина
- два ордена Трудового Красного Знамени
- медали
- Сталинская премия третьей степени (1946) — за разработку и широкое применение в лечебной практике нового препарата «Советский грамицидин»
- Сталинская премия первой степени (1952) — за разработку и внедрение в практику здравоохранения комплексной системы мероприятий, обеспечившей резкое снижение заболеваемости малярией в СССР и ликвидации её, как массового заболевания, в ряде республик и областей
- Почётный академик Академии наук Венгрии (1960).

## Память
В честь Сергиева в 1978 году В. Н. Даниловым, Н. Я. Маркович и А. М. Проскуряковой был назван вид комаров рода Aedes — Aedes sergievi.